# 大野治胤
大野治胤（?—1615年7月22日），江戶時代前期武將。父親是大野佐渡守，母親是大藏卿局。兄長是大野治長、大野治房。弟弟有大野治純。豐臣家的家臣。別名道犬齋。

## 生平
仕於豐臣秀賴，在慶長19年（1614年）的大坂冬之陣中率領5千兵力。率豐臣家的水軍守備船倉，不過因為天候不良並疏忽大意而在野田福島之戰中被德川水軍大敗。因為自軍的水軍壞滅而被嘲笑為「橙武者」（中看不中用的意思）。而被稱為橙武者而有名的是薄田兼相，不過本來這個稱呼是薄田和治胤二人的合稱。
在慶長20年（1615年）的大坂夏之陣中率領手下兵力向堺使用火攻。於夏之陣後企圖從大坂城中逃跑，但是被德川軍捕獲。遭到他火攻的堺眾以燒燬南都（奈良）的平重衡被引渡給南都眾為前例，向板倉勝重要求把治胤引渡，於是他被引渡到堺並被處以磔刑和火刑。勝重對這種方式感到不滿，堺眾則以「南都的人們都以磔刑殺死重衡的吧」為質問。

## 逸聞
而在《葉隱》中，名稱被寫作「大野道賢」。本來遭到火刑的治胤應該是全身都被燒成炭，但是突然起身並以脇差向周圍的德川軍武士斬擊，被太刀斬中後就化成灰崩落。

## 墓所
- 堺市堺區的月藏寺